# Banco Interamericano de Desenvolvimento

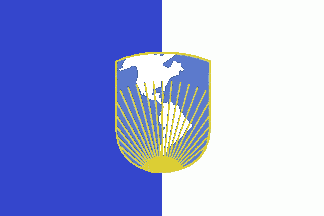
Bandeira da instituição.

O Banco Interamericano de Desenvolvimento ou BID (em inglês Inter-American Development Bank, IDB, e em espanhol Banco Interamericano de Desarollo, BID) é uma organização financeira internacional com sede na cidade de Washington, Estados Unidos, e criada no ano de 1959 com o propósito de financiar projetos viáveis de desenvolvimento econômico, social e institucional e promover a integração comercial regional na área da América Latina e o Caribe. Atualmente o BID é um dos maiores bancos regionais de desenvolvimento a nível mundial e serviu como modelo para outras instituições similares a nível regional e sub-regional. Ainda que tenha nascido no seio da Organização de Estados Americanos (OEA) não guarda nenhuma relação com essa instituição pan-americana, nem com o Fundo Monetário Internacional (FMI) ou com o Banco Mundial, os quais dependem da Organização das Nações Unidas. Em 2005, o capital ordinário do banco atingiu a importância de 101 bilhões de dólares (americanos).

## Estrutura
O Banco é encabeçado por uma Assembleia de Governadores que se serve de um Diretório Executivo integrado por 14 membros para supervisionar o funcionamento da instituição apoiando-se numa equipe de gerência. A Assembleia elege o presidente para um período de 5 anos e os membros do Diretório para um período de 3 anos. Desde 1988 o presidente é o espanhol naturalizado uruguaio Enrique V. Iglesias, cujo quarto mandato terminaria no ano 2008. Por ter pedido sua demissão do cargo em 31 de maio de 2005, foi substituído pelo diplomata colombiano Luis Alberto Moreno no dia 1 de outubro do mesmo ano.
| País           | Percentagem |
| -------------- | ----------- |
| Estados Unidos | 30,00%      |
| Argentina      | 10,75%      |
| Brasil         | 10,75%      |
| México         | 6,91%       |
| Venezuela      | 5,76%       |
| Japão          | 5,00%       |
| Canadá         | 4,00%       |
| Chile          | 2,95%       |
| Colômbia       | 2,95%       |
| Outros         | 20,93%      |

Os países membros se classificam em dois tipos: membros não mutuários e membros mutuários. Dos 48 países membros, 22 são membros não mutuários , quer dizer eles não recebem financiamento algum mas beneficiam das regras de aquisições do BID, pois só os países membros podem fornecer bens e serviços aos projetos financiados pelo banco. Entre os não mutuários figuram os países membros da União Europeia, Estados Unidos, Canadá, Japão, Israel, Croácia e Suíça.
Por outro lado, os 26 membros mutuários do BID possuem em conjunto o 50,02% do poder de voto no diretório e se dividem em  4 grupos de acordo com a percentagem máxima de financiamento que podem receber:
- Grupo A: Argentina, Brasil, México e Venezuela. Percentagem máxima de financiamento: 60%;
- Grupo B: Chile, Colômbia e Peru. Percentagem máxima de financiamento: 70%;
- Grupo C: Bahamas, Barbados, Costa Rica, Jamaica, Panamá, Suriname, Trinidad e Tobago e Uruguai. Percentagem máxima de financiamento: 80%;
- Grupo D: Belize, Bolívia, República Dominicana, Equador, El Salvador, Guatemala, Guiana, Haiti, Honduras, Nicarágua e Paraguai. Percentagem máxima de financiamento: 90%.

Se mais da metade dos lucros líquidos do projeto se canalizam aos cidadãos de baixos rendimentos no país solicitante, pode-se agregar um 10% adicional à percentagem máxima de financiamento, desde que não supere o 90% do total. Por norma, em cada ano o BID deve utilizar mais do 40% de seus recursos em programas que melhorem a equidade social na região.

## Atuação política
Muitos críticos acusam o BID de ser um mecanismo de regulação  dos Estados Unidos na América Latina, fator que contribui para essas ideias é o poder de voto que os Estados Unidos têm nas decisões, cerca de 30%, enquanto que cada um dos países individualmente não chega a metade. Isso acaba dando mais força às preponderâncias americanas, embora os investimentos e os impactos nos países integrantes tendo pouca relevância macroeconómica.

## Presidentes do BID
| Nome                         | Período       |  |
| ---------------------------- | ------------- |  |
| Felipe Herrera               | 1960–1970     |  |
| Antonio Ortiz Mena           | 1971–1988     |  |
| Enrique V. Iglesias          | 1988–2005     |  |
| Luis Alberto Moreno          | 2005–2020     |  |
| Mauricio Claver-Carone       | 2020–2022     |  |
| Reina Irene Mejía (interina) | 2022–2022     |  |
| Ilan Goldfajn                | 2022–presente |  |

A Assembleia de Governadores do Banco Interamericano de Desenvolvimento (BID), seguindo a recomendação da Diretoria Executiva, determinou retirar o Sr. Mauricio Claver-Carone da função de Presidente do Banco a partir de 26 de setembro, 2022. A Vice-Presidente Executiva, Reina Irene Mejía, atua como Presidente, sob a direção da Diretoria Executiva, até a eleição do novo presidente. Em 20 de novembro de 2022, Ilan Goldfajn foi eleito presidente por 80,1% dos votos e derrotou outros quatro candidatos. Ele assumiu em 19 de dezembro e é o primeiro brasileiro a presidir o BID.